# Casa Roig (Vilafranca del Penedès)
La Casa Roig és un edifici del municipi de Vilafranca del Penedès (Alt Penedès) que forma part de l'Inventari del Patrimoni Arquitectònic de Catalunya. És un edifici entre mitgeres i de dues crugies. Consta de planta baixa, dos pisos i golfes, amb coberta de teula àrab a dues vessants. La façana presenta elements d'inspiració clàssica. En conjunt respon al llenguatge de l'eclecticisme.

## Història
La Casa Roig va ser encarregada per Josep Roig i Marcel al mestre d'obres Pere Ros i Tort. El projecte, conservat a l'arxiu de l'Ajuntament de Vilafranca, data del 14 de maig de 1885 i va ser aprovat el 19 de maig del mateix any. La construcció data del 1886.